# 余惠芬
余惠芬（？—），一作余蕙芬:100，原名余群英，香港電影及粵劇演員。在片場拍戲時被芳艷芬收為徒弟，遂改藝名余惠芬，最初在「新艷陽班」當三幫花旦；1959年加入「仙鳳鳴劇團」。

## 家庭
余惠芬1969年移居美國，1971年與粵劇小生李奇峰成婚，在美國紐約經營製衣廠，兩人在1978年在美國生育了一位女兒。女兒李沛妍長大後亦成為粵劇演員。

## 外部連結
- 香港電影資料館：余惠芬參予電影的記錄[永久]
- 香港影庫：余惠芬 （页面存档备份，存于）
- 橫圓點旗袍的余惠芬的片斷 （页面存档备份，存于）侵犯版權?